# Antônio Lobo
Antônio Álvares Lobo (na grafia original, Antonio Alvares Lobo; Itu, 15 de junho de 1860 — Campinas, 17 de abril de 1934) foi um advogado e político brasileiro, exerceu quatro vezes o cargo de intendente municipal de Campinas. .
O cargo de intendente municipal equivale ao atual cargo de prefeito, motivo pelo qual frequentemente se diz que Antônio Lobo foi o primeiro prefeito da cidade, embora esse cargo somente tenha sido instituído, por meio da Lei estadual nº 1.038, de 19 de dezembro de 1906, em 1906, tendo entrado em vigor nos municípios a partir do fim da legislatura das câmaras municipais, em curso na época da aprovação da lei estadual.  Em Campinas, o cargo de Prefeito começou a existir de fato em 1908, com eleições diretas, em que foi eleito Orosimbo Maia, que passou a ser o primeiro ocupante do cargo de prefeito.

## Biografia
Filho do maestro Elias Álvares Lobo e Elisa Euphrosina da Costa.
Estudou na Faculdade de Direito do Largo São Francisco de 1880 a 1884, estabelecendo escritório profissional em Campinas. Participou tanto da causa republicana, quanto da causa abolicionista. Esta última causa rendeu-lhe problemas: dentre elas ameaças de expulsão à força, impedidas na prática quando a questão foi levantada e discutida na então Assembleia Provincial de São Paulo (hoje Assembleia Legislativa de São Paulo).
Exerceu numerosas funções de intendência; dentre elas, a de higiene, quando Campinas sofreu nova epidemias de febre amarela em 1894.
Foi vereador na Câmara Municipal de Campinas por algumas legislaturas (1892 a 1894, 1902 a 1904 e 1911), sendo que nesta função chegou a governar a cidade quando foi presidente desta. Posteriormente deputado estadual por oito legislaturas consecutivas (1904 a 1906, 1907 a 1909, 1910 a 1912, 1913 a 1915, 1916 a 1918, 1919 a 1921, 1922 a 1924 e 1925 a 1927). Morreu no dia 17 de abril de 1934, no dia em que comemorava suas Bodas de Ouro com Dna. Guilhermina de Freitas Alvares Lobo.